# Dennis J. Selkoe
Dennis J. Selkoe (* 25. September 1943 in New York City) ist ein US-amerikanischer Mediziner (Neurologie), bekannt für Forschungen zu den molekularen Grundlagen der Alzheimer-Krankheit.
Selkoe studierte an der Columbia University (Bachelor 1965) und an der University of Virginia School of Medicine (M. D. 1969). Danach begann er seine Facharztausbildung (Internship) am Hospital der University of Pennsylvania. 1970 bis 1972 forschte er an den National Institutes of Health um dann seine Facharztausbildung (Residency) als Neurologe am Peter Bent Brigham Children´s Hospital und Beth Israel Hospital in Boston fortzusetzen. Ab 1975 war er Instructor und ab 1978 Assistant Professor am Brigham and Woman´s Hospital in Boston. Ab 1985 war er dort Co-Director des Center for Neurological Diseases und ab 1990 Professor für Neurologie an der Harvard Medical School (Vincent and Stella Coates Professor of Neurological Diseases).
1978 gründete er ein Labor am Brigham and Woman´s Hospital, um biochemische und zellbiologische Methoden auf das Studium degenerativer neuronaler Erkrankungen anzuwenden wie Alzheimer-Krankheit oder Parkinson-Krankheit.
1982 isolierte er mit Mitarbeitern die für Alzheimer typischen Knäuel von Neurofibrillen und beschrieb ihre chemischen Eigenschaften. Mit anderen Laboratorien zeigte er, dass das Tau-Protein der Mikrofibrillen deren Hauptbestandteil ist. Mit seinem Labor forschte er auch umfangreich über die zweite pathogene Komponente, Senile Plaques aus Beta-Amyloid (Aβ). Sie entdeckten 1992, dass Aβ auch in normalen Zellen aus seinem Vorläufer APP  gebildet wird. Das Studium dieser Vorgänge führte zur Identifizierung von Inhibitoren für die Bildung von Aβ. Selkoe konnte mit seinem Labor auch zeigen, dass angeborene Mutationen in den APP Genen und den Präsenilin Genen Alzheimer erzeugen (vermehrte Aβ Produktion). 1999 identifizierte Selke mit Mitarbeitern Präsenilin als die zuvor lange gesuchte Gamma-Sekretase, eines der Enzyme in der pathogenen Umwandlung von APP zu Aβ bei Alzheimer. In seinem Labor konnte auch gezeigt werden, dass kleine, lösliche Oligomere aus Aβ die Synapsen beschädigen können und Einfluss auf die Gedächtnisleistung haben.
Er war Gründer der Pharmafirma Athena Neurosciences (jetzt Elan Pharmaceuticals).
2001 war er einer der Gründer des Harvard Medical Center for Neurodegeneration and Repair.
Für seine Alzheimer Forschungen ist er mehrfach ausgezeichnet worden. 2002 erhielt er den A.H.-Heineken-Preis für Medizin, er erhielt den Rita Hayworth Award der Alzheimer´s Association (1995), den Wood Kalb Foundation Prize (1984), den Potamkin Award und den Metropolitan Life Foundation Award.  1991 wurde er Ehrendoktor in Harvard. Er ist Mitglied der American Association for the Advancement of Science und des Institute of Medicine.
Zu seinen Post-Doktoranden zählt Christian Haass.